# Panassac
Panassac település Franciaországban, Gers megyében. Lakosainak száma 285 fő (2022. január 1.). Panassac Arrouède, Bézues-Bajon, Chélan, Esclassan-Labastide, Masseube és Samaran községekkel határos.

## Népesség
A település népességének változása:
| Lakosok száma | 290  | 273  | 262  | 318  | 281  | 284  | 288  | 290  | 289  | 285  |
|               | 1968 | 1982 | 1990 | 2006 | 2013 | 2015 | 2017 | 2019 | 2020 | 2022 |